# Savinskij rajon
Il Savinskij rajon (in russo Савинский район?) è un rajon dell'Oblast' di Ivanovo, nella Russia europea; il capoluogo è Savino. Istituito nel 1918, il rajon ricopre una superficie di 861 chilometri quadrati e nel 2010 ospitava una popolazione di circa 13.000 abitanti.